# Germaine Bailac
Jeanne Albertine Germaine Bailac de Boria (28 tháng 3 năm 1881 – 12 tháng 10 năm 1977) là một ca sĩ opera giọng nữ trung và nữ cao người Pháp. Sau khi theo học tại nhạc viện Toulouse và nhạc viện Paris, bà đã ra mắt công chúng lần đầu tại Nhà hát Opera Paris vào tháng 8 năm 1907 với vai chính trong vở Samson et Dalila. Đến tháng 5 năm 1908, bà biểu diễn trong buổi ra mắt vở Le Clown của Isaac de Camondo tại Opéra-Comique. Sau đó, bà tham gia vào nhiều vai diễn khác nhau, đặc biệt là vở Carmen của Bizet trình diễn ở Paris và các tỉnh khác. Sau này, bà làm giảng viện dạy thanh nhạc ở học viện âm nhạc Toulouse.

## Đầu đời
Jeanne Albertine Germaine Bailac sinh ra tại Toulouse vào ngày 28 tháng 3 năm 1881, là con gái của nghệ sĩ vĩ cầm gốc Tây Ban Nha Frédéric Bailac và người vợ gốc Algeria Adelaïde Clotilde Armand. Bà được học dương cầm trong nhiều năm trước khi phát triển giọng hát của mình. Sau khi Pedro Gailhard nghe bà hát trong một buổi biểu diễn ở Biarritz vào khoảng năm 1902, ông đã khuyên bà nên đăng ký nhập học vào Nhạc viện Toulouse. Bà tiếp tục việc đào tạo giọng hát của mình sau đó tại Nhạc viện Paris.

## Sự nghiệp

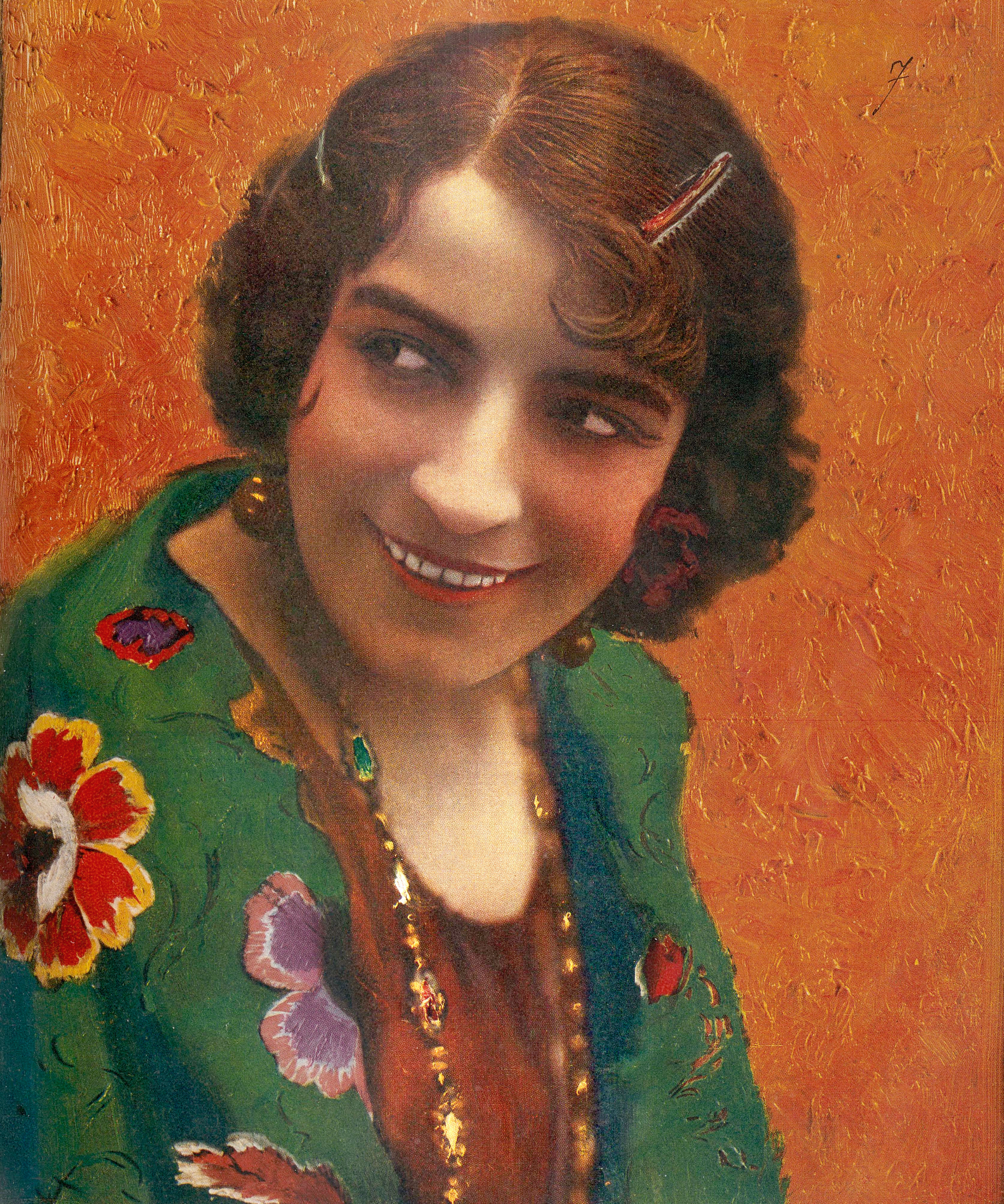
Bailac, từ trang bìa của Comœdiaillustré (1913)

Ngay sau khi giành giải nhất tại cuộc thi Opéra-Comique, Bailac được Gailhard của Nhà hát Opera Paris mời hát vai chính trong vở Samson et Dalila của Saint-Saëns vào tháng 8 năm 1907.  Phần trình diễn của bà đã nhận được sự ủng hộ nhiệt tình cả về mặt kỹ thuật của giọng hát lẫn khả năng trình diễn như một diễn viên chính kịch. Ngay lập tức, bà được khen ngợi là một trong những contralto có năng lực nhất. Năm 1911, bà xuất hiện tại Opéra de Monte-Carlo trong buổi ra mắt vở opera cuối cùng của Saint-Saëns, Déjanire. Bà đã tạo ra vai Phenice đưa đến một "màn trình diễn đáng chú ý".
Từ tháng 5 năm 1908, Bailac hát tại Opéra-Comique. Sau sự thành công khi biểu diễn vở Clown của Isaac de Camondo, bà tiếp tục đảm nhận vai chính trong vở Carmen của Bizet, Charlotte trong Werther của Gounod, Margared trong Le roi d'Ys của Lalo và Madame de la Haltère trong Cendrillon của Massenet. Sau đó bà đã biểu diễn các vở opera tại Sòng Bạc Lớn của Vichy và những địa điểm khác của tỉnh. Bà đã dành 20 năm cuối cùng trong sự nghiệp ca hát của mình tại Nhà hát Opera Monte Carlo.
Bailac giã từ sân khấu vào tháng 9 năm 1941. Bà được nhớ đến đặc biệt vì đã biểu diễn vở Carmen đến khoảng 3.000 lần. Sau đó Bailac vẫn tiếp tục sự nghiệp của mình với tư cách là giảng viên thanh nhạc tại Nhạc viện Toulouse.
Germaine Bailac đã qua đời tại Paris vào ngày 12 tháng 10 năm 1977.